# Quinto Anício Fausto
Quinto Anício Fausto (em latim: Quintus Anicius Faustus; fl. final do século II - início do III) foi um oficial militar romano e senador que foi nomeado cônsul sufecto em 198.

## Biografia
Nascido em Uzapa, na província da Numídia, ou em Preneste, na Itália, especulou-se que Anício Fausto era possivelmente filho de Sexto Anício Saturnino e Seia Máxima. Um membro da gens Anícia do século III e um homem novo, Fausto foi nomeado legado imperial propretor (ou governador imperial) da província da Numídia pelo imperador Sétimo Severo, cargo que ocupou de 197 a 201. Durante este tempo ele construiu vários fortes defensivos da fronteira da Tripolitânia, no sul da Numídia e na Tripolitânia, a fim de proteger a província dos ataques de tribos nômades.
Anício Fausto foi nomeado [[Cônsul (Roma Antiga)|cônsul sufecto na ausência (consul suffectus in absentia) em 198 DC, enquanto servia na Numídia. Isso foi seguido por sua postagem como legado imperial propretor da Mésia Superior, que pode ter ocupado possivelmente de 202 a 205. Então caiu em desgraça com Sétimo Severo, e isso continuou durante o reinado de Caracala, possivelmente devido à sua estreita relação de trabalho com Caio Fúlvio Plauciano, que foi executado por conspirar para derrubar a dinastia severa. Não foi até o reinado de Macrino que voltou a ser favorecido, com sua nomeação como governador proconsular da Ásia, sucedendo Caio Júlio Ásper, cargo que ocupou por dois anos consecutivos, de 217 a 219. Sua prorrogação foi feita às custas do distinto Marco Aufídio Frontão, a quem Macrino queria humilhar.
Anício Fausto é especulado para ter casado com uma Vésia Rústica ou Sérgia Paula, filha de Lúcio Sérgio Paulo, cônsul ordinário 168. Provavelmente teve pelo menos um filho, Quinto Anício Fausto Paulino, que foi cônsul sufecto em algum momento antes de 230.